# Maison Seničić à Pečenog
La maison Seničić à Pečenog (en serbe cyrillique : Сеничића кућа у селу Печеног ; en serbe latin : Seničića kuća u selu Pečenog) se trouve à Pečenog, sur le territoire de la Ville de Kraljevo et dans le district de Raška, en Serbie. Elle est inscrite sur la liste des monuments culturels de grande importance de la République de Serbie (identifiant no SK 516),,.

## Présentation
À Pečenog, dans le quartier de Seničića mala, à proximité immédiate de Kraljevo, se trouve la maison de la famille Seničić, construite dans la première moitié du XIXe siècle ; elle offre un exemple de maison en bois « développée », c'est-à-dire plus grande que la maison en bois traditionnelle,. Malgré quelques modifications réalisées au cours du temps, elle n'a pas perdu les caractéristiques fondamentales de ce type de maison,.
Située sur un terrain en pente, elle se présente comme un bâtiment en rondins avec un sous-sol en pierres grossièrement taillées qui s'étend sous une partie de la maison, et un rez-de-chaussée. Un porche permet d'accéder à l'intérieur composé de deux pièces et d'un cellier ; la partie fondamentale est la « maison » proprement dite (en serbe : kuća) qui est dotée d'une cheminée à foyer ouvert et, entre les pièces, se trouve un poêle en briques qui permet de les chauffer,.